# Il canto di Bernadette
Il canto di Bernadette (Das Lied von Bernadette), edito anche semplicemente come Bernadette, è un romanzo biografico scritto da Franz Werfel nel 1941. Il libro fu scritto per adempiere a un voto fatto nel 1940, quando lo scrittore aveva trovato rifugio a Lourdes, nella speranza di poter sfuggire al nazismo trasferendosi negli Stati Uniti.
Tradotto in 23 lingue, in Italia fu pubblicato nel 1946, nella traduzione di Remo Costanzi.

## Personaggi principali
- Bernadette Soubirous (7 gennaio 1844-16 aprile 1879);
- François e Louise: genitori di Bernadette; Marie, Jean-Marie e Justin: suoi fratelli minori;
- Bernarde Casterot vedova Tarbès, Lucille Casterot: zie di Bernadette, sorelle di Louise;
- André Sajou, cugino dei Soubirous e proprietario della guardina in cui vivono;
- Don Marie-Dominique Peyramale: il decano (parroco) di Lourdes;
- Suor Marie-Thérèse Vauzous: insegnante di catechismo alle ragazze di Lourdes e in seguito maestra delle novizie a Nevers;[3]
- Adolphe Lacadé (Anselme): sindaco di Lourdes;
- Dominique Jacomet: capo della polizia a Lourdes;
- Vital Dutour: procuratore presso il tribunale locale;
- Mons. Bertrand-Sevère Laurence: vescovo di Tarbes;
- il piccolo Bouhouhorts: bimbo di 18 mesi, figlio di una vicina di casa dei Soubirous, affetto da convulsioni e paralisi agli arti inferiori; già in agonia, viene immerso dalla madre nella fonte e guarito all'improvviso.[4]

## Contenuto
Il libro ripercorre l'intera vita di Bernadette Soubirous, dalla mattina dell'11 febbraio 1858, data della prima apparizione a Lourdes, fino al giorno della morte a Nevers, con un ultimo capitolo sulla sua canonizzazione. È simbolicamente strutturato come un rosario: cinque parti di dieci capitoli ciascuna. Il rosario, infatti, è una preghiera in cui si recitano cinquanta avemaria, dieci per ogni mistero del giorno.
Sono descritte le durissime condizioni in cui versa la famiglia Soubirous che, dopo un rovescio economico, è stipata in uno stanzone molto insano, ex prigione del paese, e soffre la fame. Bernadette è affetta da asma e non dovrebbe sforzarsi, ma non può evitare di andare a cercar legna con la sorella e un'amica. Raggiunto un luogo alquanto malfamato, la Grotta di Massabielle, le ragazzine si separano e Bernadette ha la sua prima visione, mentre è sola. Benché fin dall'inizio la quattordicenne affermi solo di aver visto una bellissima signora, non appena il fatto è risaputo, tutti credono che abbia visto la Vergine Maria o che sostenga di averla vista.
Chi pensa che Bernadette sia toccata dalla Grazia fa il possibile per accompagnarla alla grotta, dove la fanciulla cade in una sorta di trance, oppure (in due casi) dice che la Signora non verrà quel giorno. Chi invece pensa che sia tutta una fantasia, si chiede come una ragazzina, analfabeta e restia a imparare, possa avere inscenato da sola gli eventi; si pensa che sia abilmente manovrata da qualcuno. Tra i più increduli c'è la maestra di catechismo, suor Marie-Thérèse Vauzous, che non riesce a sopportare la ragazzetta. Anche il parroco di Lourdes, don Peyramale, non asseconda in alcun modo il corso degli eventi. Altri influenti signori, come il sindaco, il procuratore del tribunale e il capo della polizia, propendono per una strumentalizzazione della giovinetta da parte della Chiesa.
Per Bernadette inizia una vita all'insegna dell'amore incondizionato verso Colei che le appare; al contrario, inizia una lunga serie di difficoltà con gli ecclesiastici e le autorità civili. La fanciulla è costantemente cercata, interrogata, minacciata. Poi, quando Bernadette fa sgorgare la fonte nella grotta, c'è chi si accorge dei poteri taumaturgici di quell'acqua. Il caso di un bimbo, il piccolo Bouhouhorts, ormai in agonia, ma incredibilmente guarito dopo un'immersione nella fonte, non può più esimere le autorità ecclesiastiche ad aprire una commissione per formulare un responso sulla veridicità delle apparizioni e dei miracoli che si manifestano.
Quanto alle autorità civili, sono molto osteggiate dalla popolazione di Lourdes e dai credenti. Persino l'imperatore Napoleone III, spinto dalla moglie spagnola e cattolicissima, abbandona a se stessi quelli che credono, svalutando o negando i fenomeni, di fare il bene dello Stato. Questi funzionari avevano tentato di impedire l'accesso alla grotta ed erano convinti di dover combattere una perniciosa superstizione. Sconfessati dall'imperatore, devono togliere i divieti, tollerare le processioni, accettare la costruzione di una chiesa sul Monte delle Spelonche, ove è situata la grotta di Massabielle. Nel giro di sei anni, anche la commissione ecclesiastica riconosce veridicità alle apparizioni di Bernadette e realtà miracolosa ad alcune guarigioni.
Bernadette ha avuto diciotto apparizioni, l'ultima delle quali è avvenuta il 16 luglio 1858. La ragazza è cosciente del fatto che per lei ci saranno sofferenze in terra e un avvenire migliore, ma non in questo mondo. Dovendo sottrarsi all'eccessiva quanto fastidiosa pubblicità, viene indirizzata dal parroco a vivere periodicamente all'ospedale, retto dalle suore di Nevers, le stesse che operano a Lourdes come insegnanti. Ma l'ondata di pellegrini alla grotta non ha termine, anzi il piccolo centro di Lourdes è in continua crescita. Si aprono alberghi, locande, un ospedale per alloggiare i malati che arrivano. La ferrovia, tanto richiesta dal sindaco Lacadé, è finalmente una realtà. In questa pioggia di benessere, anche i Soubirous riemergono dalla miseria e hanno lavoro e pane.
A vent'anni, Bernadette, su particolare raccomandazione del suo parroco Peyramale e del vescovo di Tarbes mons. Laurence, è accolta come novizia dalle suore della Carità e dell'Istruzione a Nevers. Lei non si era reputata degna di questa possibilità, ritenendo le suore tanto più istruite ed elevate. Nel convento, ritrova la maestra di catechismo, suor Vauzous, dalla quale non può aspettarsi benevolenza. I tentativi di umiliarla o di metterla in imbarazzo sono molti, ma la giovane risponde sempre con atteggiamento sereno e innocente.
Alla morte della madre, Bernadette, ancora novizia, viene sottoposta per volere della maestra a un gioco scalmanato con le altre compagne; al rientro si riduce in fin di vita. Seguono un altro interrogatorio e il conferimento dei voti religiosi. Tra lo stupore generale, si riprende e da quel momento si dedica al ricamo dei paramenti sacri. In seguito alla Guerra franco-prussiana del 1870, la giovane presta servizio all'ospedale, ma al termine del suo mandato, si ritrova di nuovo ammalata. Un 'tumore bianco', (una tubercolosi ossea) l'ha colpita e le sofferenze durano ben sette anni. E nuovamente le autorità la interrogano sui fatti di cui è stata protagonista nel 1858. Questo tormento, peggiore di qualsiasi altro, termina finalmente il 16 aprile del 1879, Mercoledì della Settimana santa: Bernadette lascia questa vita alla vigilia del Giovedì santo.
Nel 1933, il giorno dell'Immacolata Concezione, 8 dicembre, il papa Pio XI celebra solennemente in San Pietro la canonizzazione di Bernadette, in religione Suor Marie Bernard. Il piccolo Bouhouhorts, l'unico testimone ancora in vita dei fatti di Massabielle, partecipa alla cerimonia tra molte migliaia di persone, accorse per la circostanza da tutto il mondo.

## Edizioni in italiano
- Bernadette
  - Franz Werfel, Bernadette, trad. di Remo Costanzi, con 12 illustrazioni di Salvatore Fiume, ed. Mondadori, Milano 1946;
  - Franz Werfel, Bernadette, trad. di Remo Costanzi, introd. di Italo Alighiero Chiusano ed. Mondadori, Milano 1983;
- Il canto di Bernadette
  - Franz Werfel, Il canto di Bernadette, trad. di Remo Costanzi, introd. di Italo Alighiero Chiusano ed. Piemme, Casale Monferrato (Cuneo), 1992;
  - Franz Werfel, Il canto di Bernadette, Collana uG - Universale Gallucci, 2011, ISBN 978-88-6145-209-1

## Produzione cinematografica
Nel 1943 è stato presentato al pubblico il film Bernadette, diretto da Henry King, interpretato da Jennifer Jones e con le musiche di Alfred Newman.